# 科尔代鲁斯
科尔代鲁斯是巴西巴伊亚州的一个市镇。总面积554.511平方公里，总人口8494人，人口密度15.3人/平方公里。